# Самутіна Ганна Іванівна
Ганна Іванівна Самутіна (нар. 1 травня 1929, с. Ташань, Переяславський район Київська область — пом. 16 квітня 2009, Переяслав) — українська художниця, Заслужений художник України.

## Життєпис
Народилася 1 травня 1929 року у с. Ташань Переяславського району Київської області, Україна). По закінченні сільської семирічної школи в 1946 році Г. І. Самутіна вступила до Київського училища прикладного мистецтва, яке закінчила з відзнакою, здобувши спеціальність художника-виконавця художнього килимовиробництва. Із 1951 року Г. Самутіна працювала в цеху прикладного мистецтва Київського товариства художників, займаючись батиком — розписом воском з барвником по шовку. У 1953 році художницю запрошують на кіностудію імені Олександра Довженка на посаду художника по костюмах. У 1958 році Ганна Самутіна вступає до Київського державного художнього інституту на факультет книжкової графіки до майстерні народного художника, професора В. І. Касіяна. У 1962–1973 роках Ганна Іванівна співпрацює з видавництвом дитячої літератури «Веселка», ілюструючи дитячі книги. У 1964 році, після закінчення інституту, Г. І. Самутіна отримала направлення на роботу графіком-дизайнером до Київського науково-дослідного інституту культури побутових виробів. У 1973–1989 роках  працювала у Київському художньому монументально-декоративному комбінаті художником-монументалістом.

## Творчість
Твори Ганни Іванівни можна з повним правом внести до переліку «золотого фонду» українського мистецтва. Вона належить до покоління, яке мало внутрішню потребу звернення до національного духу, культури, стилю. Твори художниці пройняті любов'ю до України, її традицій, багато з них мають глибокий філософський зміст. Її творчість говорить про величезний, ще не до кінця використаний потенціал, який має Україна. Серед робіт:
картини
- «Спокій над Трубежем»;
- «Осінні барви»;
- «Дівчата на лузі»;
- «Дзеркало плеса»;
- «У морозний день».

ілюстрації до книжкових видань
- «Дідова дочка та бабина дочка» (1971);
- «Бідний чоловік та його сини» (1971);
- «Гуси-лебіді»;
- «Іван-Побиван» (1971).

паркова кераміка
- «Україна многолика» (1985);
- «Лелеки принесли дитя в капусту» (1985).

Відомо про 20 виставок художниці, де вона брала участь, починаючи з 1978 року. З-поміж них: 12 персональних (в Києві та Переяславі-Хмельницькому), 6 — спільно з сестрою С. І. Болсуновською, 2 — виставки ескізів монументальних робіт.

## Відзнаки
- Заслужений художник України з 2008 року[1];
- Відзнака  міністра  культури  і  туризму  України  «За  досягнення в розвитку культури і мистецтва» (2007);
- Почесний громадянин міста Переяслав-Хмельницького (2007)[2].